# Шлемин
Шлемин (њем. Schlemmin) општина је у њемачкој савезној држави Мекленбург-Западна Померанија. Једно је од 64 општинска средишта округа Нордфорпомерн. Према процјени из 2010. у општини је живјело 304 становника. Посједује регионалну шифру (AGS) 13057077.

## Географски и демографски подаци
Шлемин се налази у савезној држави Мекленбург-Западна Померанија у округу Нордфорпомерн. Општина се налази на надморској висини од 22 метра. Површина општине износи 21,8 km². У самом мјесту је, према процјени из 2010. године, живјело 304 становника. Просјечна густина становништва износи 14 становника/km².

## Међународна сарадња
| Мјесто | Држава | Врста сарадње | Од    |
| ------ | ------ | ------------- | ----- |
|        | Чешка  | партнерство   | 1992. |
| Извор  |        |               |       |